# Wall (UNIX)
wallは、Unix系オペレーティングシステムのコマンドの一つで、使用者と同じコンピュータにログインしている全ての利用者に対してメッセージを送るプログラムである。コマンド名は"write to all"の略である。一般的には、コンピュータをシャットダウンする場合などに使用される。

## 使用法
wallは標準入力から入力された文字列をメッセージとして送信する。
次のようにパイプを使用すると、echoコマンドの出力をメッセージとして送信する。
```
alice@sleipnir:~$ # 
`
tty
`
 
to
 
show
 
the
 
current
 
terminal
 
name

alice@sleipnir:~$ 
tty

/dev/pts/7

alice@sleipnir:~$ 
echo
 
Remember
 
to
 
brush
 
your
 
teeth!
 
|
 
wall

```

同じことはcatコマンドを使用しても可能である。
引数を指定せずにwallを実行すると、その後、Ctrl+Dを押下するまでに標準入力から入力した文字列をメッセージとして送信する。
```
alice@sleipnir:~$ 
wall

Remember to brush your teeth!

^D

```

次のようにヒアドキュメントを使用することもできる。
```
alice@sleipnir:~$ 
wall
 
<<<
 
'Remember to brush your teeth!'

```

引数としてファイル名を指定した場合は、そのファイルの内容をメッセージとして送信する。
```
alice@sleipnir:~$ 
cat
 
.important_announcement

Remember to brush your teeth!

alice@sleipnir:~$ 
wall
 
.important_announcement
 
# same as `wall !$`

```

上記の実行例はいずれも、同じ端末のログイン中のユーザの端末に次のようにメッセージが表示される。ただし、ユーザがメッセージの書き込みを許可している場合に限る（mesgを参照。）
```
Broadcast Message from alice@sleipnir
  (/dev/pts/7) at 16:15 ...

Remember to brush your teeth!

```

## 参考
- wall(1) – Version 7 Unix Programmer's Manual
- wall(1) – Linux User Commands Manual (en)
- wall(1) – FreeBSD General Commands Manual Pages (en)
- wall(1M) – Solaris11.4マニュアルページ「ユーザーコマンド」章（日本語）